# Агглютинин
Агглютинин — антитело, которое вызывает реакцию агглютинации клеток крови, бактерий и ряда других антигенных частиц. Агглютинины находятся  в плазме крови. Наличие их в крови определяет групповую принадлежность, так, наличие α-агглютинина свойственно 0 (I) и B (III) крови, β-агглютинин присутствует в 0 (I) и A (II). Данное белковое соединение является одним из участников иммунного ответа. В крови существуют и агглютиногены, специфичные для группы AB (IV), также присутствующие в B (III) и A (II), выступающие в роли компенсации отсутствующих агглютининов.

## Принадлежность
Агглютинины имеют белковую структуру, агглютинируют  корпускулярные антигены, а также принадлежат к иммуноглобулинам. Основные агглютинины, определяющие групповую принадлежность крови: α- и β-гемагглютинины — это иммуноглобулины IgM, реже IgG. Их реакция с агглютиногенами как иммунный ответ протекает по принципу «антиген-антитело».
Например, холодовые агглютинины IgM вызывают агрегацию эритроцитов при пониженной температуре, а также могут быть вызваны развитием инфекции. Так при атипичной пневмонии вызванной (Mycoplasma pneumoniae) растёт уровень титра агглютининов, что приводит при высокой их концентрации к развитию гемолитической анемии.

## Открытие
В 1900 году австрийский иммунолог Карл Ландштейнер впервые выделил агглютинин из состава крови, в 1930 году он получил Нобелевскую премию за открытие групп крови. Впоследствии было определено, что в крови новорожденных не содержится агглютинина, он приобретается со временем, достигая своего максимального титра в возрасте от 10 до 14 лет, то есть в период полного формирования иммунной системы человека.